# الشركة العامة للبريد الجوي

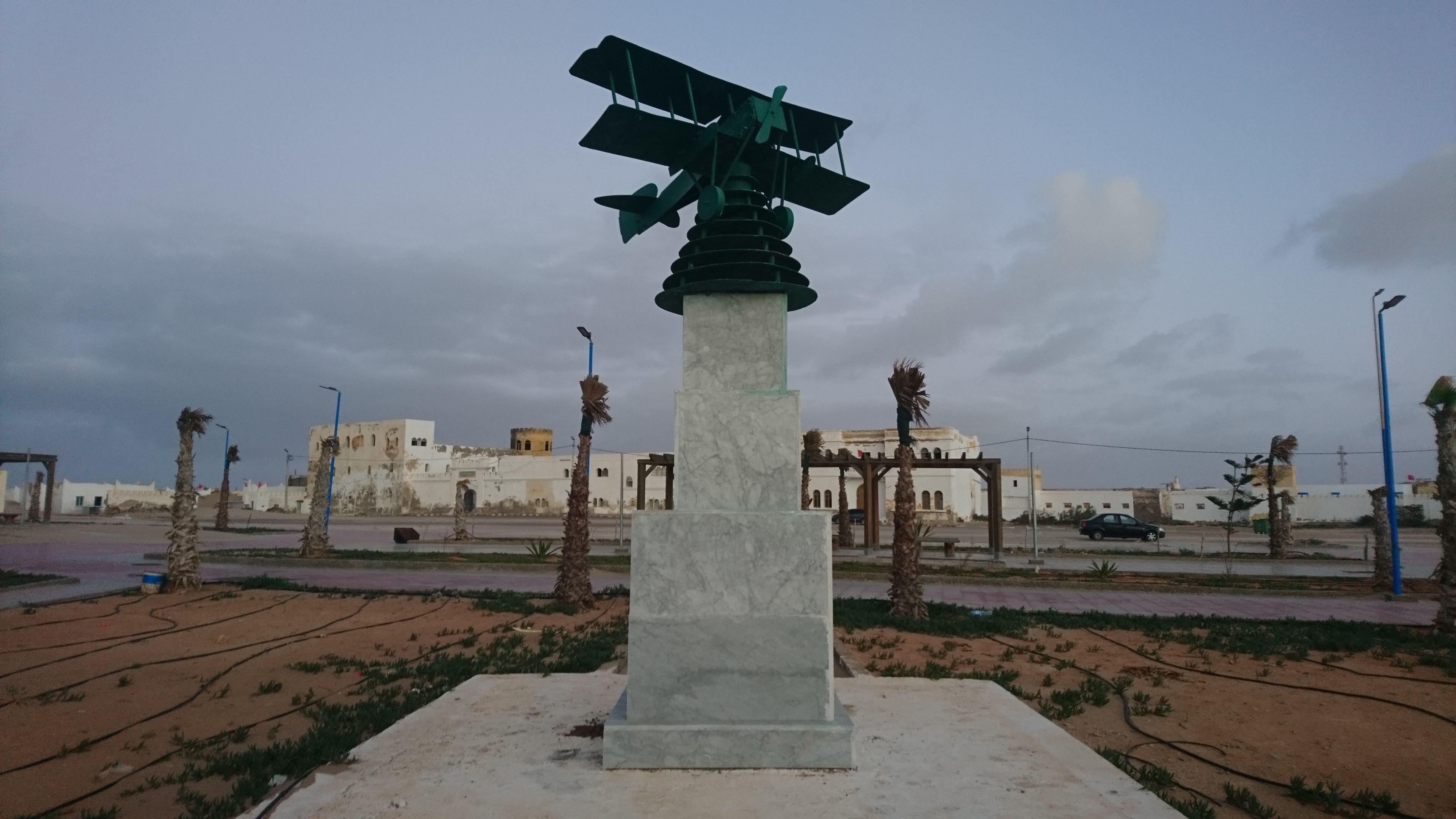
نصب تذكاري للشركة العامة للبريد الجوي في طرفاية.

البريد الجوي  (بالفرنسية: Aéropostale)، رسمياً الشركة العامة للبريد الجوي (بالفرنسية: Compagnie générale aéropostale )، هي  شركة رائدة في مجال الطيران في الفترة من 1918 إلى 1933. تأسست في عام 1918 في تولوز، فرنسا، في عام 1918 كانت تسمى شركة خطوط لاتيكوير (بالفرنسية: Société des lignes Latécoère) ، ثم الشركة العامة لشركات الطيران (1921-1927) (بالفرنسية: Compagnie générale d'entreprises aéronautiques)، ففكرة خط عبر الأطلسي مكرسة لخدمة البريد وأيضا لنقل الركاب، حلم بها بيير بيير جورج لاتيكوير خلال العشرينات من القرن العشرين وساعده مارسيل بويلوكس لافون، على تحقيق ذلك بعدما اشترى غالبية أسهم الشركة لتسمى بعد ذلك في عام 1927 الشركة العامة للبريد الجوي. ونتيجة للصعوبات المالية، تمت تصفية الشركة قضائيا في عام 1931 واستولت أصولها عليها الدولة الفرنسية في عام 1933 ضمن مجموعة جديدة تسمى الخطوط الجوية الفرنسية.